# Nature morte (Monet)
Pour les articles homonymes, voir Nature morte (homonymie).
Nature morte est un tableau peint par Claude Monet en 1864. Il mesure 24 cm de haut sur 33 cm de large. Il est conservé au musée d'Orsay à Paris.